# Utility Muffin Research Kitchen
L'Utility Muffin Research Kitchen (UMRK) era il nome dello studio di registrazione che Frank Zappa costruì nella sua casa e utilizzò ampiamente per molte delle sue registrazioni musicali. Lo studio è stato completato il primo settembre 1979 e il primo album ad essere registrato mediante esso fu You Are What You Is le cui incisioni iniziarono a luglio 1980.

## Nella cultura di massa
La prima menzione conosciuta dell' "Utility Muffin Research Kitchen" è contenuta nella canzone Muffin Man dell' album di Zappa e di Captain Beefheart Bongo Fury, pubblicato nel 1975.
Un altro riferimento allo studio si può trovare in conclusione dell'album triplo Joe's Garage, nel brano A Little Green Rosetta in cui il Central Scrutinizer racconta che Joe, il protagonista, cede alla conformità e ottiene un lavoro alla catena di montaggio presso la Utility Muffin Research Kitchen. Inoltre la narrazione che descrive il suo lavoro lì è identica a quella di apertura di Muffin Man.